# Hoplistomerus garambensis
Hoplistomerus garambensis là một loài ruồi trong họ Asilidae. Hoplistomerus garambensis được Oldroyd miêu tả năm 1970. Loài này phân bố ở vùng nhiệt đới châu Phi.